# Idiops munois
Idiops munois là một loài nhện trong họ Idiopidae.
Loài này thuộc chi Idiops. Idiops munois được Carl Friedrich Roewer miêu tả năm 1953.